# If the World Was Ending
If the World Was Ending  è un singolo del cantautore canadese JP Saxe, pubblicato il 19 ottobre 2019 come primo estratto dal secondo EP Hold It Together e incluso nel primo album in studio Dangerous Levels of Introspection.
Il brano vede la partecipazione della cantautrice statunitense Julia Michaels.

## Video musicale
Il video, diretto da Jason Lester, è stato reso disponibile il 17 ottobre 2019.

## Tracce
Testi e musiche di Jonathan Percy Starker Saxe e Julia Michaels.
Download digitale, streaming
1. If the World Was Ending (feat. Julia Michaels) – 3:28

Download digitale, streaming – Original Demo
1. If the World Was Ending (feat. Julia Michaels) (Original Demo) – 3:31

Download digitale, streaming – Madism Remix
1. If the World Was Ending (feat. Julia Michaels) (Madism Remix) – 2:52

Download digitale, streaming – Spanglish Version
1. If the World Was Ending (feat. Evaluna Montaner) (Spanglish Version) – 3:31

Download digitale, streaming – Remixes
1. If the World Was Ending (con i Marian Hill) (feat. Julia Michaels) (Marian Hill Remix) – 3:27
2. If the World Was Ending (con Other) (feat. Julia Michaels) (Other Remix) – 2:39
3. If the World Was Ending (feat. Julia Michaels) – 3:28

7"
- Lato A

1. If the World Was Ending (feat. Julia Michaels)

- Lato B

1. If the World Was Ending (feat. Julia Michaels) (Original Demo)

## Formazione
Musicisti
- JP Saxe – voce, pianoforte
- Julia Michaels – voce aggiuntiva

Produzione
- Finneas O'Connell – produzione
- Benjamin Rice – produzione vocale
- Chris Gehringer – mastering
- Joe LaPorta – mastering
- Josh Gudwin – missaggio

## Successo commerciale
Nella Billboard Hot 100 If the World Was Ending ha fatto il proprio ingresso nella pubblicazione del 11 aprile 2020 alla 96ª posizione, segnando la prima entrata di JP Saxe nella classifica e la quarta per la Michaels.
Nella classifica dei singoli britannica ha debuttato al numero 95 il 9 gennaio 2020, diventando per Saxe la prima entrata, mentre per la Michaels la quinta. Durante la sua diciassettesima settimana di permanenza è salita fino alla 24ª posizione, per poi raggiungere la 16ª nella pubblicazione del 14 maggio 2020 grazie a 21 120 unità di vendita. È divenuta la prima top twenty di Saxe e la terza di Michaels da I Miss You nella Official Singles Chart.

## Classifiche

### Classifiche settimanali
| Classifica (2020-21) | Posizione massima |
| -------------------- | ----------------- |
| Australia            | 29                |
| Austria              | 65                |
| Belgio (Fiandre)     | 13                |
| Belgio (Vallonia)    | 68                |
| Canada               | 13                |
| Corea del Sud        | 196               |
| Danimarca            | 39                |
| Grecia               | 62                |
| Irlanda              | 17                |
| Lettonia             | 56                |
| Lituania             | 49                |
| Norvegia             | 16                |
| Nuova Zelanda        | 20                |
| Paesi Bassi          | 25                |
| Portogallo           | 76                |
| Regno Unito          | 14                |
| Repubblica Ceca      | 78                |
| Singapore            | 18                |
| Slovacchia           | 78                |
| Stati Uniti          | 27                |
| Svezia               | 32                |
| Svizzera             | 56                |

### Classifiche di fine anno
| Classifica (2020) | Posizione |
| ----------------- | --------- |
| Australia         | 57        |
| Belgio (Fiandre)  | 37        |
| Canada            | 14        |
| Danimarca         | 72        |
| Islanda           | 33        |
| Norvegia          | 11        |
| Nuova Zelanda     | 44        |
| Paesi Bassi       | 65        |
| Portogallo        | 128       |
| Regno Unito       | 47        |
| Stati Uniti       | 56        |
| Svezia            | 56        |